# Асоціація обчислювальних машин
Асоціація обчислювальних машин (англ. Association for Computing Machinery, (ACM)) — найстарша і найбільша міжнародна організація в галузі комп'ютерних наук. Є неприбутковою організацією. Об'єднує близько 100 000 спеціалістів (дані 2011 року). Штаб-квартира розташована в Нью-Йорку.
Щорічно асоціація присуджує Премію Тюрінга і нагороду імені Ґрейс Мюррей Гоппер. До числа нагород від асоціації також входять Премія Геделя, Премія Дейкстри, Премія Кнута, Премія Гордона Белла і Премія Канеллакіса.

## Діяльність
ACM організовано у більш ніж 170 регіональних відділень і 34 Спеціальних зацікавлених груп (англ. Special Interest Group, SIG), які й проводять основну діяльність. Додатково, є понад 500 університетських відділень. Перший студентський філіал організації був створений у 1961 в Університеті Луїзіанни в Лафаеті.
Багато SIG'ів (наприклад, SIGGRAPH, SIGPLAN та SIGCOMM) фінансують регулярні конференції, які стають переважним місцем представлення інновацій у різних галузях. Групи також публікують велику кількість спеціалізованих журналів, газет та інших періодичних видань.
Асоціація обчислювальних машин також фінансує інші, пов'язані з комп'ютерними науками, заходи такі як Міжнародна студентська олімпіада з програмування (англ. ACM International Collegiate Programming Contest, ICPC), так і інші події як шаховий матч між Гаррі Каспаровим та комп'ютером IBM Deep Blue.

## Служби
АСМ Press публікує престижний академічний журнал, Journal of the ACM (JACM), і загальні журнали для комп'ютерних професіоналів, Communications of the ACM (також відомий як Communications чи CACM) і Queue. До інших журналів асоціації належать:
- ACM Crossroads, найпопулярніший студентський комп'ютерний журнал у США.
- Ряд журналів, специфічних для підгалузей комп'ютерної науки, які називаються ACM Transactions. Найвідоміші з них:
  - ACM Transactions on Computer Systems (TOCS)
  - ACM Transactions on Database Systems (TODS)
  - ACM Transactions on Graphics (TOG)
  - ACM Transactions on Programming Languages and Systems (TOPLAS)

Хоча Communications більше не оприлюднює результатів первинних досліджень, і не вважається дуже престижним місцем для публікацій, багато великих дебатів і результатів в історії комп'ютерної науки були опубліковані саме на його сторінках.
Асоціація обчислювальних машин зробила більшість своїх публікацій доступними для платної підписки онлайн у своїй Цифровій Бібліотеці [Архівовано 11 квітня 2006 у Wayback Machine.] (англ. Digital Library), а також має посібник з обчислювальної літератури [Архівовано 3 червня 2009 у Wayback Machine.] (англ. Guide to Computing Literature). Окрім того, організація пропонує страхування та інші послуги своїм членам.

## Цифрова бібліотека
Цифрова Бібліотека ACM [Архівовано 11 квітня 2006 у Wayback Machine.] (англ. ACM Digital Library) містить величезний архів журналів, газет і записів конференції організації. Онлайн-сервіси включають форуми, що мають назви Ubiquity та Tech News digest.
Асоціація обчислювальних машин вимагає зберігати при публікації авторське право всіх матеріалів, які передані організації. Автори можуть розміщувати свої документи на власних вебсайтах, але вони зобов'язані розміщувати посилання на відповідну сторінку із бібліотеки ACM. Не зважаючи на те, що авторам не дозволяється отримувати кошти за доступ до копії їхньої роботи, завантаження матеріалів з сайту ACM вимагає платної підписки.

## Керівництво
Президентом Асоціації обчислювальних машин з 2014 року є Александр Л. Вулф.
Асоціація керується Радою, що складається з президента, віцепрезидента, скарбника, експрезидента, голови урядового управління SIG (англ. SIG Governing Board), голови пресцентру (англ. Publications Board), трьох представників урядового управління SIG і семи виборних членів. Цю інституцію часто називають «Радою» в Communications of the ACM.